# Herman Cedercreutz

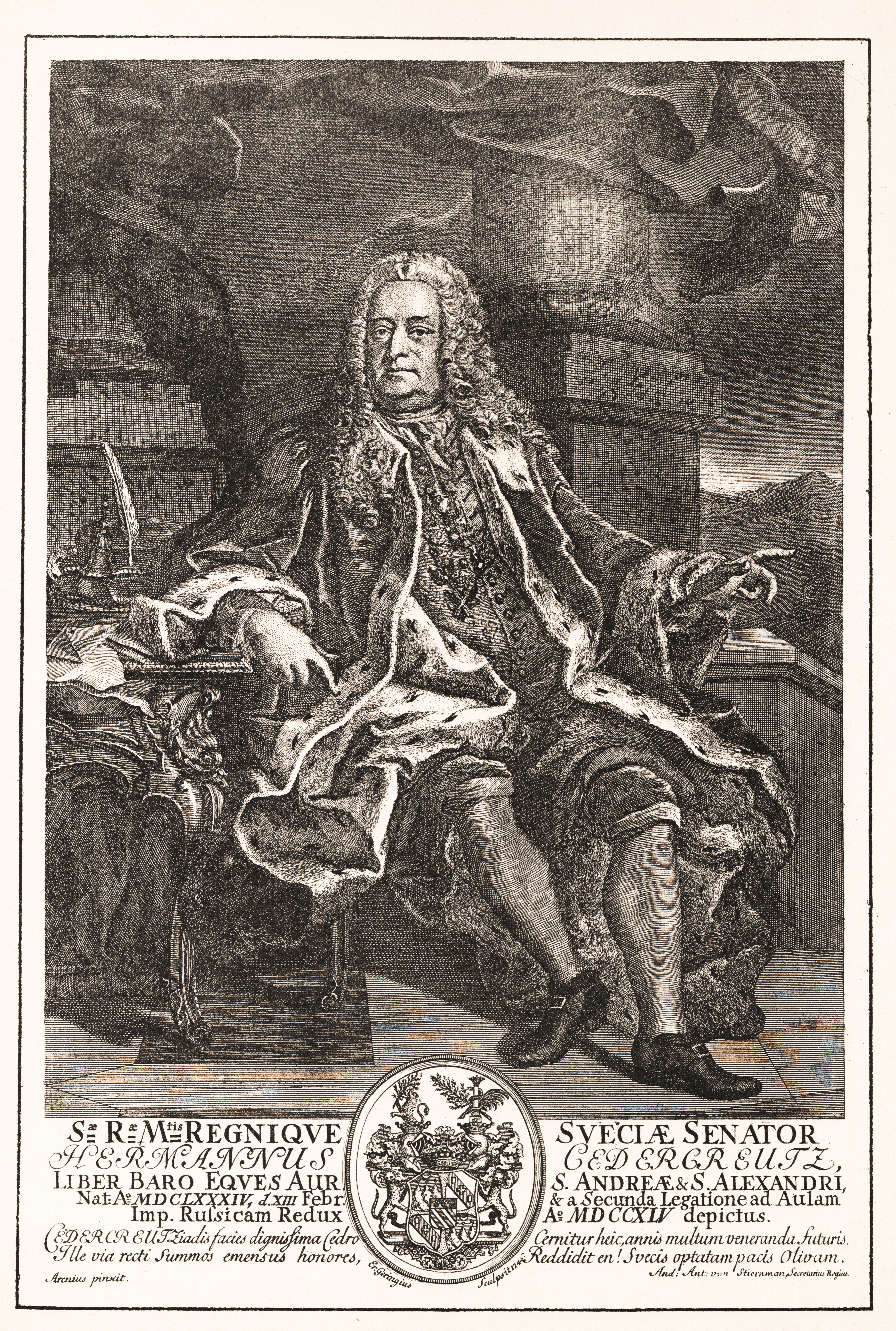
Herman Cedercreutz als Reichsrat. Zeitgenössische Gravur

Herman Cedercreutz (* 13. Februar 1684 in Stockholm; † 24. November 1754 ebenda) war ein schwedischer Graf, Reichsrat und Diplomat.

## Leben

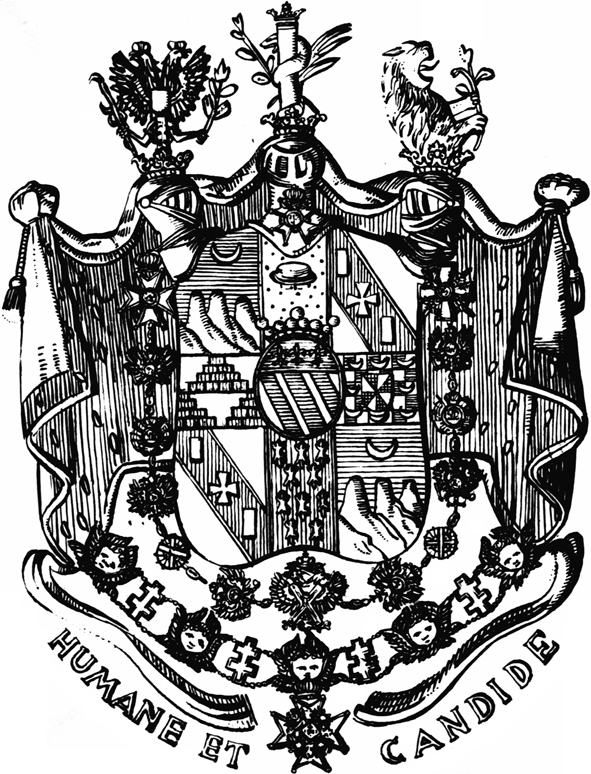
Herman Cedercreutz’ gräfliches Wappen

Herman Cedercreutz wurde als Herman Tersmeden geboren. Er war der Sohn des Werksbesitzers Reinhold Tersmeden und seiner Frau Christina Börstelia. Als der Vater 1698 starb, heiratete die Mutter den Landeshauptmann Jonas Folkern. Dieser wurde 1711 unter dem Namen Cedercreutz geadelt, ebenso sein Stiefsohn Herman. 1719 wurden beide in den Freiherrenstand erhoben. Herman Cedercreutz heiratete 1721 Märta Beata Posse (1691–1738) und 1750 Maria Campbell (1721–1765). Sein einziges Kind Christina wurde 1722 geboren und verstarb im selben Jahr. Sein Landgut befand sich seit 1746 im finnischen Kjuloholm (finnisch Vanhakartano, heute Gemeinde Säkylä). 1751 wurde er in den Grafenstand erhoben.

## Diplomatie
Herman Cedercreutz war zunächst Hospitant (Auskultant) am Svea hovrätt (Hofgericht). Danach war er bis 1707 in Berlin auf diplomatischen Posten. König Karl XII. berief ihn danach nach Altranstädt, wo Cedercreutz als Privatsekretär für die Korrespondenz des polnischen Prinzen Alexander Sobieski mit dem schwedischen Hof fungierte. Als Bote des polnischen Königs Stanislaus I. Leszczyński reiste Cedercreutz von Stralsund nach Bender, wo er in Karl XII. Hofkanzlei eintrat. Diplomatische Aufträge führten ihn nach Konstantinopel und Adrianopel.

## Karriere
1715 kehrte Cedercreutz nach Schweden zurück. 1719 wurde er Kriegsrat, ein Jahr später Kanzleirat. Von 1722 bis 1727 war er schwedischer Gesandter in Sankt Petersburg. Dort erwarb er sich auch die Gunst der späteren Zarin Elisabeth.
Zurück in Schweden wurde er 1727 Staatssekretär für Auswärtige Angelegenheiten, 1736 Präsident der Finanzverwaltung und ab 1742 Reichsrat. Herman Cedercreutz hatte eine gemäßigte politische Haltung und vermied, sich zu einer bestimmten Partei am Hofe zu bekennen. Er unterstützte in der Regel die Politik des Kanzleipräsidenten Arvid Horn.

## Friede von Åbo
Nach dem russisch-schwedischen Krieg (1741–1743) war Cedercreutz zusammen mit Eric Mathias von Nolcken schwedischer Bevollmächtigter bei den Friedensverhandlungen in Turku. Einem persönlichen Brief Cedercreutz’ an Zarin Elisabeth, die ihm aus seiner Zeit in Sankt Petersburg verbunden war, sollen unter anderem die moderaten Bedingungen im Friede von Åbo zu verdanken sein. 1744/45 war Cedercreutz, einer der besten schwedischen Russlandkenner seiner Zeit, erneut schwedischer Botschafter am Zarenhof.

## Auszeichnungen
- Cederkreutz erhielt die höchsten Orden seiner Zeit. Unter anderem war er Träger des Seraphinenordens, des russischen Andreasordens sowie des Alexander-Newski-Ordens.